# دوكوم
دوكوم مدينة محصنة هولندية ببلدية دونجراديل، مقاطعة فريزلند.

## أعلام
- كاثارينا كرامر
- بييت قروس
- سان بونيفاس
- هينكه أوزينجا